# Internationale agentur for kræftforskning
Det Internationale agentur for kræftforskning (IARC / CIRC) er et mellemstatsligt agentur under
Verdenssundhedsorganisationen, hvis hovedformål er, at koordinere og iværksætte internationalt samarbejde omkring forskning i årsager til kræft
Dets hovedkontor er placeret i Lyon i Frankrig

## Historie
Agenturet blev oprettet på fransk initiativ i maj 1965 af medlemmer fra: Frankrig, Tyskland,
Italien, Storbritannien og USA.
I dag omfatter agenturet derudover medlemmer fra: Australien, Belgien, Canada, Danmark, Finland,
Indien, Irland, Japan, Norge, Holland, Sydkorea, Rusland, Spanien, Sverige,
Schweiz og Østrig.

## Liste over kræftfremkaldende stoffer
IARC vedligeholder en grupperet liste over kræftfremkaldende stoffer. Stofferne er grupperet i følgende grupper:
- Gruppe 1	Stoffet er kræftfremkaldende hos mennesker
- Gruppe 2A	Stoffet er formentlig kræftfremkaldende hos mennesker
- Gruppe 2B	Stoffet er måske kræftfremkaldende hos mennesker
- Gruppe 3	Stoffet er ikke klassificeret som kræftfremkaldende hos mennesker
- Gruppe 4	Stoffet er formentlig ikke kræftfremkaldende hos mennesker

## Eksterne kilder
1. ↑  About IARC
2. ↑  About IARC – Membership
3. ↑  http://monographs.iarc.fr/ENG/Classification/index.php Arkiveret 25. juni 2018 hos  Wayback Machine IARC Monographs- Classifications

45°43′37.7″N 4°49′34.8″Ø / 45.727139°N 4.826333°Ø